# Nederlandse creoolse talen
De Nederlandse creoolse talen zijn ontstaan in de Nederlandse koloniën. Mede doordat er in de loop der tijd steeds minder  gebieden onder het bestuur van Nederland vielen wordt tegenwoordig een aantal van deze talen niet meer of niet veel meer gesproken.

## Lijst van Nederlandse creoolse talen
De volgende talen worden beschouwd als Nederlandse creoolse talen:
- Berbice-Nederlands in Guyana*
- Skepi in Guyana*
- Negerhollands op de Maagdeneilanden en Puerto Rico*
- Petjoh in Indonesië
- Javindo in Indonesië*
- Ceylons-Nederlands op Sri Lanka*
- Mohawk Nederlands in de Verenigde Staten
- Jersey Nederlands in de Verenigde Staten*
- Afrikaans in Zuid-Afrika en Namibië (Halfcreool)

* = zo goed als uitgestorven
Grote Nederlandse invloeden zijn te vinden in andere creoolse talen zoals:
- Papiaments op Aruba, Curaçao en Bonaire
- Saramaccaans in Suriname
- Sranantongo in Suriname

## Op het Nederlands gebaseerde talen in de vier windstreken
Een aantal creoolse talen waren gebaseerd op het Nederlands: het Negerhollands op de Amerikaanse Maagdeneilanden, het Berbice-Nederlands en Skepi in Guyana, het Ceylon-Nederlands op Sri Lanka, een aantal talen in de buurt van New York dat oorspronkelijk als Nieuw-Amsterdam werd gesticht, het Petjoh en het Javindo in Indonesië en in zekere zin kan misschien ook het Afrikaans als een creooltaal worden bestempeld. Het Afrikaans is in ieder geval grotendeels afkomstig van het Nederlands, later kwamen daar enkele Maleisische en Bantoe-invloeden bij.

## Andere creooltalen in voormalige Nederlandse kolonies
De voornaamste creooltalen die in de voormalige Nederlandse koloniën werden gesproken, met name het Papiaments op Curaçao, Aruba en Bonaire en het Sranantongo en Saramaccaans in Suriname zijn niet op het Nederlands maar op het Portugees dan wel het Spaans en het Engels gebaseerd, hoewel het Nederlands wel een bijdrage leverde aan de woordenschat.
Ook het Pennsylvania Dutch is geen vorm van het Nederlands maar van het Duits.

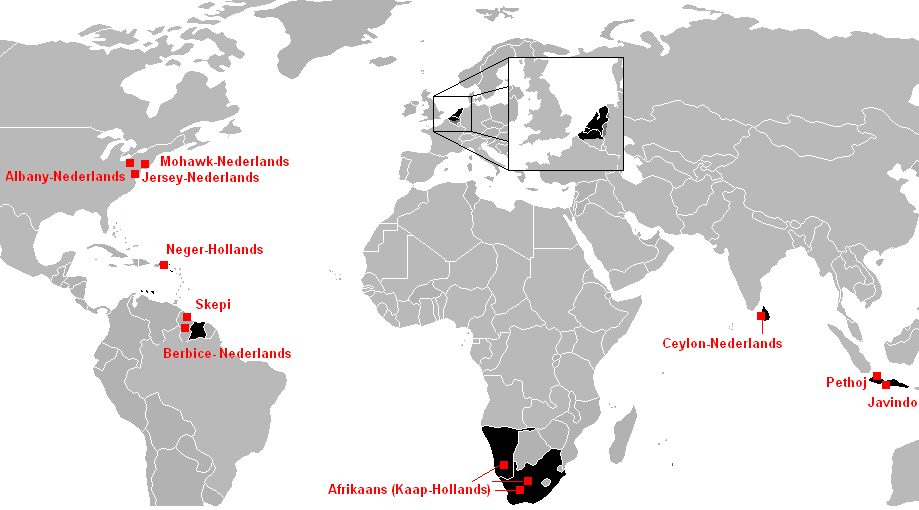
Nederlandse creoolse talen.